# Beorn

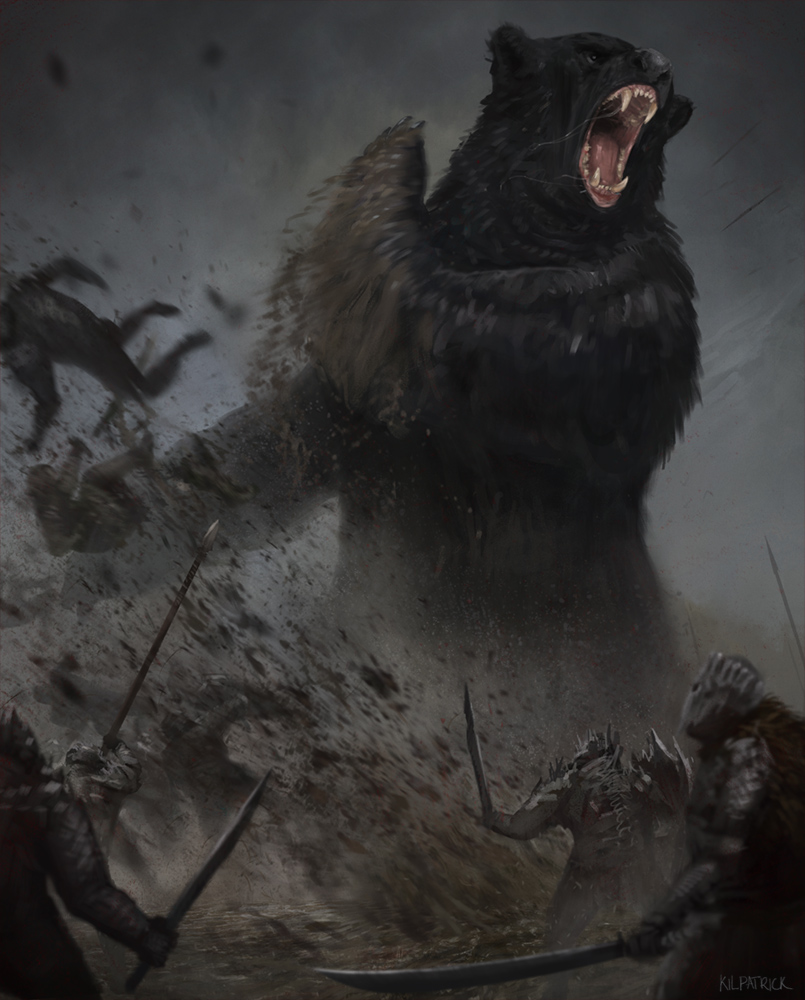
Beorn.

Beorn är en fiktiv figur som förekommer i J.R.R. Tolkiens Bilbo – En hobbits äventyr. Han är en hamnskiftare (vilket i romanen kallas skinnbytare) som kunde anta formen av en stor svart björn.
Beorn bodde med sina högst älskade djur (hästar, hundar och bin för att nämna några), i ett trähus beläget mellan skogen Mörkmården och Dimmiga bergen, på östra sidan av floden Anduin. När han inte var en björn framträdde han som en stor och mycket stark man, med svart hår och svart skägg. Han lämnade ofta sitt hus nattetid för att bland annat jaga bort fiender från områdena runt omkring. Hans ursprung ligger långt bak i tiden; trollkarlen Gandalf trodde att han och hans folk kom från Dimmiga bergen. Beorn var den som namngav ön Carrock och gjorde de trappsteg som ledde upp till den plana ytan av klippan.
I Bilbo - En hobbits äventyr tog han emot Gandalf, Bilbo och de tretton dvärgarna och hjälpte dem att återupprätta Erebors kungarike. Han blev inte övertygad om att de var vilka de utgav sig att vara när Gandalf berättade om deras äventyr i Dimmiga bergen och Storvättens fall, men lät dem stanna som gäster. Under natten undersökte Beorn platsen där örnarna räddat dvärgarna, Gandalf och Bilbo från vargarna och elden som vättarna anlagt. Då förstod Beorn att Gandalf talade sanning.
Efter att ha fått nyheter om att en stor vättehord var i antågande begav sig Beorn till Ensamma berget; just i tid för att vända krigslyckan i Femhäraslaget. Han räddade Thorin Ekenskölde undan vättarnas slaktarlekar, och krossade orchhövdingen Bolgs livvakt och sedan även Bolg själv. Därefter skingrades vättarnas styrkor och gick sin undergång till mötes, tack vare örnarna och de som återstod av alverna, människorna och dvärgarna.
Efter Femhäraslaget blev Beorn en ledare av många män i regionen (däribland hamnskiftare som han själv) som kallades Beorningar. Han dog några år före Ringens krig och efterträddes av sin son Grimbeorn.
Skådespelaren Mikael Persbrandt spelar Beorn i filmatiseringarna av Hobbit: Smaugs ödemark och Hobbit: Femhäraslaget.